# Ganancia neta
La ganancia neta, también conocida como el resultado final, el ingreso neto o las ganancias netas es una medida de la rentabilidad de una empresa después de contabilizar todos los costos e impuestos. Es el beneficio real e incluye los gastos operativos que están excluidos del beneficio bruto. 
Un sinónimo común de ganancia neta cuando se analizan los estados financieros (que incluyen un balance general y un estado de resultados) es el resultado final. Este término se debe a la apariencia tradicional de un estado de resultados que muestra todos los ingresos y gastos asignados durante un período de tiempo específico con la suma resultante en la línea inferior del informe. 
En términos simplistas, la ganancia neta es el dinero que queda después de pagar todos los gastos de una empresa. En la práctica, esto puede ser muy complejo en grandes organizaciones o esfuerzos. El contador o contador público debe detallar y asignar los ingresos y gastos de manera adecuada al ámbito de trabajo específico y al contexto en el que se aplica el término. 
Las definiciones del término pueden, sin embargo, variar entre el Reino Unido y los Estados Unidos. En los EE. UU., la ganancia neta a menudo se asocia con la utilidad neta o la ganancia después de impuestos (consulte la tabla a continuación). 
El porcentaje de margen de beneficio neto es una relación relacionada. Esta cifra se calcula dividiendo la ganancia neta por el ingreso o la facturación, y representa la rentabilidad, como porcentaje.

## Propósito
"¿Cómo decide una empresa si tiene éxito o no? "Dado que las empresas son agrupaciones de proyectos y mercados, las áreas individuales se pueden juzgar por el éxito que tienen al aumentar el beneficio neto corporativo".

## Construcción
Ganancia neta: para calcular la ganancia neta de una empresa (como una empresa, división o proyecto), reste todos los costos, incluida una parte justa de los gastos generales corporativos, de los ingresos brutos o el volumen de negocios. 
Ganancia neta = ingresos por ventas - costos totales
El beneficio neto es una medida de la rentabilidad fundamental de la empresa. "Son los ingresos de la actividad menos los costos de la actividad. La principal complicación es... cuando es necesario asignar. Casi por definición, los gastos generales son costos que no pueden vincularse directamente a ningún proyecto, producto o división específica. El ejemplo clásico sería el costo del personal de la sede. Aunque teóricamente es posible calcular las ganancias para cualquier sub- (empresa), como un producto o región, a menudo los cálculos se hacen sospechosos por la necesidad de asignar costos generales". Debido a que los costos generales generalmente no vienen en paquetes ordenados, su asignación a través de empresas no es una ciencia exacta.

### Ejemplo
Aquí es cómo puede alcanzar el beneficio neto en un balance de pérdidas y ganancias (cuenta de pérdidas y ganancias): 
1. Ingresos por ventas = precio (del producto) × cantidad vendida
2. Ganancia bruta = ingresos por ventas: costo de ventas y otros costos directos
3. Ganancia operativa = ganancia bruta - gastos generales y otros costos indirectos
4. EBIT (ganancias antes de intereses e impuestos) = utilidad operativa + utilidad no operativa
5. Beneficio antes de impuestos (EBT, ganancias antes de impuestos) = ganancia operativa: elementos únicos y pagos por despido, reestructuración del personal, intereses a pagar
6. Ganancia neta = Ganancia antes de impuestos - impuesto
7. Ganancias retenidas = Ganancia después de impuestos - dividendos

## Términos contables
Ventas netas = ventas brutas - (descuentos, devoluciones y descuentos para clientes)
Ganancia bruta = ventas netas - costo de bienes vendidos
Beneficio operativo = beneficio bruto - gastos operativos totales
Utilidad neta = utilidad de operación - impuestos - intereses
Ganancia neta = ventas netas - costo de los bienes vendidos - gastos operativos - impuestos - intereses